# Veelkleurengors
De veelkleurengors (Passerina versicolor) is een zangvogel uit de familie van de kardinaalachtigen (Cardinalidae).

## Kenmerken
Deze 13 cm grote vogel heeft een zwart voorhoofd en kin en een bruine voorzijde. De nek, wangen en stuit zijn purperpaars gekleurd, terwijl de achterzijde van de schedel rood is. De rug, borst en onderzijde zijn purper- tot kastanjebruin. De ogen zijn bruin en de snavel en poten hoornkleurig.

## Verspreiding en leefgebied
Deze soort komt voor van de westelijke Verenigde Staten tot Guatemala en telt 4 ondersoorten:
- Passerina versicolor versicolor: van de zuidelijke centrale Verenigde Staten tot zuidwestelijk Mexico.
- Passerina versicolor dickeyae: de zuidwestelijke Verenigde Staten en noordwestelijk Mexico.
- Passerina versicolor pulchra: zuidelijk Baja California (noordwestelijk Mexico).
- Passerina versicolor purpurascens: zuidelijk Mexico en Guatemala.